# Melphalan
Le melphalan est un médicament de chimiothérapie appartenant au groupe des moutardes azotées, c'est un agent alkylant. 

## Mécanisme d'action
Le melphalan possède deux groupes alkyles avec lesquels il se fixe à l'ADN, plus précisément sur les bases azotées de type guanide. Il génère ainsi des liaisons covalentes entre les deux brins de l'ADN. L'ADN ainsi alkylé ne peut plus être séparé et donc répliqué. Par ce mécanisme, le melphalan empêche la réplication cellulaire.

## Utilisation[2]
Le melphalan est utilisé seul ou en complément d'autres thérapeutiques dans le traitement du myélome multiple, des lymphomes malins, des leucémies aiguës, du neuroblastome de l'enfant, de l'adénocarcinome ovarien, et de l'adénocarcinome mammaire,.